# مؤید خالد
مؤید خالد (عربی: مؤيد خالد؛ زادهٔ ۱ سپتامبر ۱۹۸۵) یک بازیکن فوتبال اهل عراق است.
وی همچنین در تیم ملی فوتبال عراق بازی کرده است.